# Großer Preis von Indonesien (Motorrad)
Der Große Preis von Indonesien für Motorräder ist ein Motorrad-Rennen, das zur Motorrad-Weltmeisterschaft zählt.
1996 und 1997 wurde das Rennen zweimal auf dem Sentul International Circuit nahe Citeureup ausgetragen. Seit 2022 findet es auf dem Mandalika International Street Circuit auf der Insel Lombok statt.
Im Jahr 1997 feierte der Japaner Tadayuki Okada auf Honda seinen ersten Sieg in der 500-cm³-Klasse.

Streckengrafik des Sentul International Circuit
Der Mandalika International Street Circuit

## Statistik
| Auflage | Jahr | Strecke   | Klasse  | Sieger                     | Zweiter                    | Dritter                      | Pole-Position             | Schn. Rennrunde           |
| ------- | ---- | --------- | ------- | -------------------------- | -------------------------- | ---------------------------- | ------------------------- | ------------------------- |
| 1       | 1996 | Sentul    | 125 cm³ | Masaki Tokudome (Aprilia)  | Haruchika Aoki (Honda)     | Peter Öttl (Aprilia)         | Haruchika Aoki (Honda)    | Haruchika Aoki (Honda)    |
| 1       | 1996 | Sentul    | 250 cm³ | Tetsuya Harada (Yamaha)    | Max Biaggi (Aprilia)       | Ralf Waldmann (Honda)        | Tetsuya Harada (Yamaha)   | Tetsuya Harada (Yamaha)   |
| 1       | 1996 | Sentul    | 500 cm³ | Mick Doohan (Honda)        | Alex Barros (Honda)        | Loris Capirossi (Yamaha)     | Mick Doohan (Honda)       | Mick Doohan (Honda)       |
|         |      |           |         |                            |                            |                              |                           |                           |
| 2       | 1997 | Sentul    | 125 cm³ | Valentino Rossi (Aprilia)  | Kazuto Sakata (Aprilia)    | Jorge Martínez (Aprilia)     | Jorge Martínez (Aprilia)  | Valentino Rossi (Aprilia) |
| 2       | 1997 | Sentul    | 250 cm³ | Max Biaggi (Honda)         | Tōru Ukawa (Honda)         | Olivier Jacque (Honda)       | Max Biaggi (Honda)        | Max Biaggi (Honda)        |
| 2       | 1997 | Sentul    | 500 cm³ | Tadayuki Okada (Honda)     | Mick Doohan (Honda)        | Àlex Crivillé (Honda)        | Mick Doohan (Honda)       | Tadayuki Okada (Honda)    |
|         |      |           |         |                            |                            |                              |                           |                           |
| 3       | 2022 | Mandalika | Moto3   | Dennis Foggia (Honda)      | Izan Guevara (GasGas)      | Carlos Tatay (CFMoto)        | Carlos Tatay (CFMoto)     | Jaume Masiá (KTM)         |
| 3       | 2022 | Mandalika | Moto2   | Somkiat Chantra (Kalex)    | Celestino Vietti (Kalex)   | Arón Canet (Kalex)           | Jake Dixon (Kalex)        | Somkiat Chantra (Kalex)   |
| 3       | 2022 | Mandalika | MotoGP  | Miguel Oliveira (KTM)      | Fabio Quartararo (Yamaha)  | Johann Zarco (Ducati)        | Fabio Quartararo (Yamaha) | Fabio Quartararo (Yamaha) |
|         |      |           |         |                            |                            |                              |                           |                           |
| 4       | 2023 | Mandalika | Moto3   | Diogo Moreira (KTM)        | David Alonso (GasGas)      | David Muñoz (KTM)            | Diogo Moreira (KTM)       | Iván Ortolá (KTM)         |
| 4       | 2023 | Mandalika | Moto2   | Pedro Acosta (Kalex)       | Arón Canet (Kalex)         | Fermín Aldeguer (Boscoscuro) | Arón Canet (Kalex)        | Pedro Acosta (Kalex)      |
| 4       | 2023 | Mandalika | MotoGP  | Francesco Bagnaia (Ducati) | Maverick Viñales (Aprilia) | Fabio Quartararo (Yamaha)    | Luca Marini (Ducati)      | Enea Bastianini (Ducati)  |
|         |      |           |         |                            |                            |                              |                           |                           |
| 5       | 2024 | Mandalika | Moto3   | David Alonso (CFMoto)      | Adrian Fernandez (Honda)   | David Muñoz (KTM)            | Iván Ortolá (KTM)         | Daniel Holgado (GasGas)   |
| 5       | 2024 | Mandalika | Moto2   | Arón Canet (Kalex)         | Ai Ogura (Boscoscuro)      | Alonso López (Boscoscuro)    | Arón Canet (Kalex)        | Arón Canet (Kalex)        |
| 5       | 2024 | Mandalika | MotoGP  | Jorge Martín (Ducati)      | Pedro Acosta (KTM)         | Francesco Bagnaia (Ducati)   | Jorge Martín (Ducati)     | Enea Bastianini (Ducati)  |

## Verweise